# Le Porteur d'histoire
 (juin 2015).
 (octobre 2015).
Le Porteur d'histoire (sous-titré Chasse au trésor littéraire quand il était représenté au Théâtre 13) est une pièce d'Alexis Michalik représentée sous forme de maquette de 52 minutes (1re moitié du texte intégral) au Ciné 13 Théâtre grâce à l'invitation du co-directeur Benjamin Bellecour.
Le texte intégral est finalement représenté pour la première fois au Théâtre des Béliers d'Avignon dans le cadre du festival d'Avignon off, le 8 juillet 2011. 
La pièce connut un immense succès, après un mois passé au Théâtre 13 en septembre 2012 et se joue encore aujourd'hui, à la fois à Paris, au Studio des Champs-Élysées (depuis février 2013) et en tournée (France, Japon, Nouvelle-Calédonie, Suisse, Corse, Liban, Tahiti, La Réunion, et Israël en octobre 2018).
Le spectacle est encore programmé au Théâtre des Béliers au Festival d'Avignon de 2014 à 2019 et toujours à l'affiche du Théâtre des Béliers Parisiens depuis 2016. En savoir plus www.theatredesbeliersparisiens.com/
Il a par ailleurs été repris et adapté par les élèves du Cours Clément, lors d'une représentation unique au Théâtre Michel en juin 2018.

## Scénario
Le Porteur d’histoire relate des histoires liées à la disparition légendaire d'une famille noble sous la Révolution française. Un fabuleux trésor pourrait être trouvé par celui ou celle qui résoudrait l'énigme. La pièce se joue sur une vingtaine de tableaux croisés.

## Œuvres littéraires mentionnées dans l'intrigue
- Lysistrata d'Aristophane
- Le Comte de Monte-Cristo d'Alexandre Dumas
- Artamène ou le Grand Cyrus de Madeleine et Georges de Scudéry
- L'Énéide de Virgile
- L'Iliade et L'Odyssée d'Homère

## Personnalités de l'Histoire
- Alexandre Dumas et Alexandre Dumas fils
- Pierre Picaud
- Eugène Delacroix
- Jules de Polignac
- Marie-Antoinette d'Autriche
- Le Comte de Saint-Germain
- Yolande de Polastron
- Clément VI
- Sixte II

## Villes et lieux présents dans l'intrigue
- Linchamps (village relevant de la commune Les Hautes-Rivières dans les Ardennes)
- Nouzonville
- Papauté d'Avignon
- Aix-en-Provence
- Marseille
- Palais-Royal
- Sahara
- Sidi Zouaoui (Algérie)
- Mechta Layadat (Algérie) .

## Événements de l'intrigue
- La guerre d'Algérie
- La Révolution française
- Siège de Paris
- Peste noire
- Conquête de l'Algérie par la France
- Septième croisade
- Élection présidentielle française de 1988

## Distinctions
- 2014 : Molière de l'auteur francophone vivant
- 2014 : Molière du metteur en scène d'un spectacle de théâtre privé
- 2014 : Nomination pour le Molière du théâtre privé